# Галимский, Владислав Михайлович
Владислав Михайлович Галимский (27 июня [9 июля] 1860, Киев, Российская империя — 9 февраля 1940, Быдгощ, Западная Пруссия) — российский и польский живописец, пейзажист, педагог. Академик живописи (1893).

## Биография
Родился в Киеве 27 июня (9 июля) 1860 года в дворянской католической семье, сын коллежского секретаря.
Учился в Киевском реальном училище. Обучение живописи начал в художественной школе Н. Мурашко.
В 1878–1888 учился в Петербургской Академии художеств у П. П. Чистякова, М. П. Клодта и В. П. Верещагина. Получил четыре малые (в 1882, 1884, 1886 гг.) и две большие (1885, 1886 гг.) серебряные медали за пейзажи, малую золотую медаль за картину «Вид водяной мельницы» (в 1888 г.) и звание классного художника 1-й степени за картину «Лес» (31.10.1888). В 1893 году стал академиком живописи. 
В 1888 году вернулся в Киев, где открыл школу живописи и ваяния на Львовской улице, 14.
Путешествовал по Африке и Ближнему Востоку, объездил Россию (Кавказ, Крым, Сибирь) и Западную Европу, побывал в Америке, где участвовал в художественной выставке в Чикаго (1893). Писал в основном пейзажи юга России и Украины: «Полдень в Малороссии» (1886), «Вид из окрестностей Киева» (1887), «Бабье лето» (1898). В 1900-х годах испытал влияние модерна и импрессионизма.

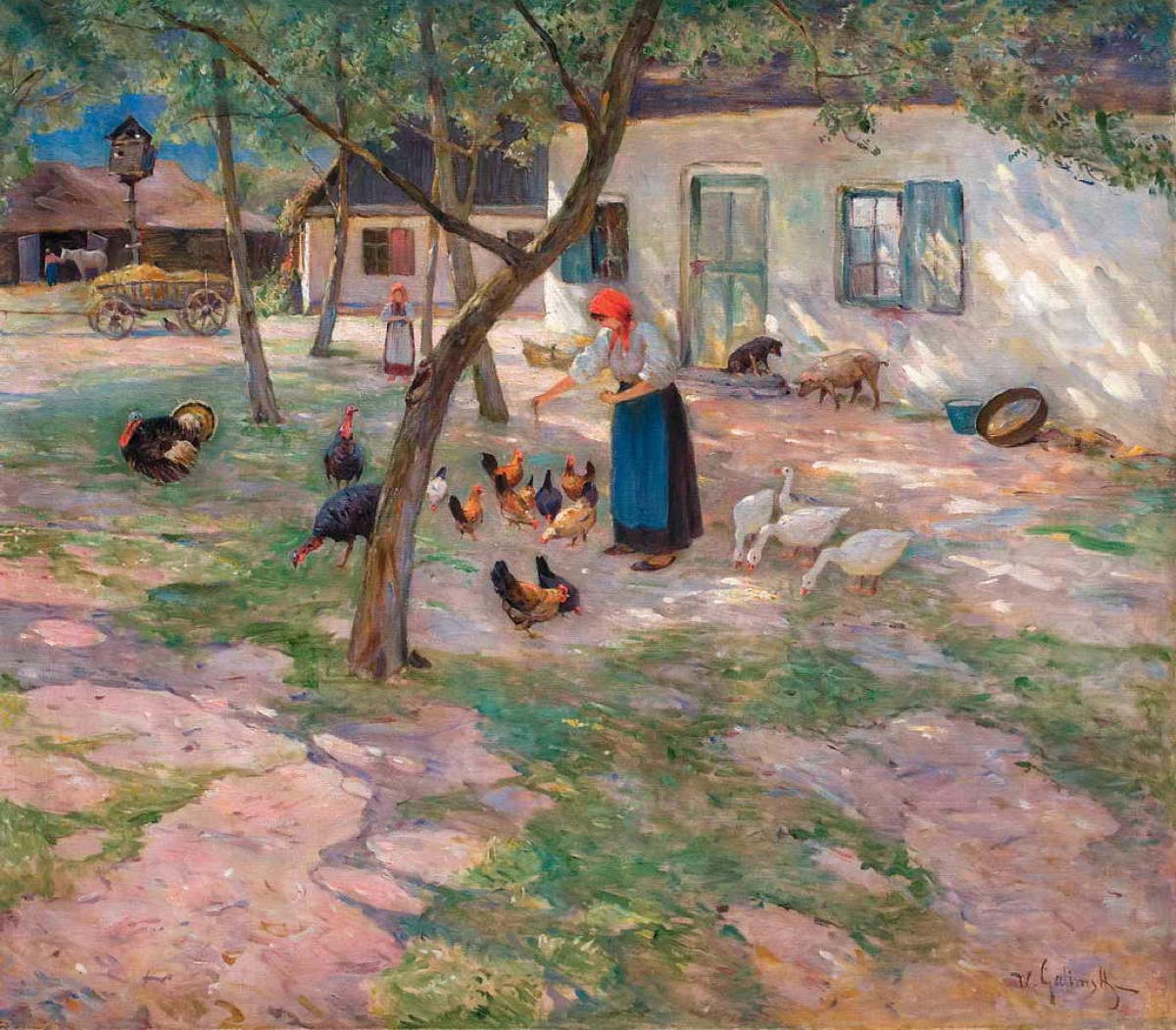
Птичий двор. Ок. 1900 г.

Входил в состав художественного объединения южно-русских художников, которое организовал В. Васнецов; принимал участие в выставках: общества и в академических выставках (1887, 1889, 1891), Петербургской в залах академии художеств (1898, 1903), Киевского общества поощрения художеств (1890-е), Киевского товарищества художественных выставок (с 1893 — член-учредитель общества), Товарищества киевских художников (с 1916 — член-учредитель общества) и Общества поощрения художников в Варшаве (ежегодно в 1900–1904 и 1913–1914).
В декабре 1908 года был членом жюри II-й Международной фотовыставки в Киеве, организованной Киевским обществом фотографов-любителей «Дагерр».
В 1921 году эмигрировал, с 1924 года жил в Польше. В 1924–1932 годах преподавал в лицее в Кременце. Участвовал в выставках Общества поощрения художеств в Варшаве в 1925 и 1928 годах.
Остаток жизни провёл в Быдгоще, где умер 9 февраля 1940 года.
Его произведения находятся в Русском музее, Музее украинского изобразительного искусства в Киеве и Полтавском художественном музее.